# Герсенда (графиня Бигорра)
Герсенда (фр. Gersende; умерла в 1032/1034) — графиня Бигорра с 1025 или 1032 года, дочь графа Бигорра Гарсии Арно и Рихарды, последняя представительница Бигоррской династии.

## Биография
Герсенда родилась около 986 года. Она была единственной дочерью и наследницей графа Бигорра. Около 1010 года её выдали замуж за Бернара I Роже, графа Кузерана, части Каркассона, а также Фуа (позже эти владения получили название графства Фуа).
В 1025 (по другой версии — в 1032) году умер отец Герсенды, после чего она вместе с мужем унаследовала графство Бигорр.
Герсенда умерла не позднее 1034 года, после чего Бигорр унаследовал её старший сын Бернар II.

## Брак и дети
Муж: с ок. 1010 года — Бернар Роже де Фуа (981 — ок. 1036/1038), граф Фуа и Кузерана с ок. 1011, граф Бигорра (по праву жены) в 1025/1032 — 1032/1034. Дети:
- Бернар II (ум. до 1070), граф Бигорра с 1036/1038 года
- Роже I де Фуа (ум. ок. 1064), граф Фуа с 1036/1038 года
- Пьер Бернар де Фуа (ум. 1071), граф Кузерана с 1036/1038, граф Фуа с ок. 1064 года
- Эракль де Фуа (ум. после 1065), епископ Тарба (Бигорра) с 1037 года
- Жильберга де Фуа также известная как Эрмезинда (ок. 1015 — 1 декабря 1049); муж: с 22 августа 1036 года — Рамиро I Санчес (ок. 1008 — 8 мая 1063), король Арагона с 1035 года
- Стефания де Фуа[3] (ум. после 1066); 1-й муж: с 1030/1035 года — N (ум. до 1038); муж: с 1038 года — Гарсия III Нахерский (ок. 1020 — 15 сентября 1054), король Наварры с 1035 года.

В некоторых генеалогиях указывалось, что у Герсенды и Бернара была ещё одна дочь, Клеменция, которая была замужем за Адальбертом Эльзасским (ок. 1000—1048), графом Меца и герцогом Верхней Лотарингии. Однако она неизвестна ни по каким документам и была введена только для того, чтобы объяснить происхождение Этьенетты Бургундской, жены графа Бургундии Гильома I Великого. В настоящее время эта гипотеза отброшена, и считается, что Клеменции не существовало.